# Piriqueta
Piriqueta é um género botânico pertencente à família Turneraceae.